# Azatadina
Azatadina (nome comercial: Optimina) é um anti-histamínico de primeira geração e anticolinérgico que foi lançado pela Schering-Plough em 1973.
Foi patenteado em 1967. Tem sido sucedido por outros anti-histamínicos e as aprovações de marketing foram amplamente retiradas.